# Орлова, Любовь Петровна
Любо́вь Петро́вна Орло́ва (29 января [11 февраля] 1902, Звенигород, Российская империя — 26 января 1975, Москва, РСФСР, СССР) — советская актриса театра и кино, певица, танцовщица; народная артистка СССР (1950). Кавалер ордена Ленина (1939), лауреат двух Сталинских премий I степени (1941, 1950).
Одна из звёзд советского экрана конца 1930-х — начала 1940-х годов. Актриса получила огромную популярность, снимаясь главным образом в фильмах своего супруга Г. В. Александрова. Среди них «Весёлые ребята» (1934), «Цирк» (1936), «Волга-Волга» (1938), «Светлый путь» (1940), «Весна» (1947) и другие. Её творческая деятельность способствовала развитию жанра музыкальной кинокомедии.

## Биография

### Происхождение. Родители
Любовь Орлова родилась 29 января [11 февраля] 1902 года (по некоторым данным — 16 [29] января 1902 года) в Звенигороде в Московской губернии (ныне Московская область).
Её отец Пётр Фёдорович Орлов (1867—1938) принадлежал к дворянству Полтавской губернии и служил в военном ведомстве. В годы Первой мировой войны был призван в армию в чине коллежского советника, был контролером 29-го армейского корпуса. Мать Евгения Николаевна Сухотина (1878—1945) происходила из старинного дворянского рода. По материнской линии актриса доводилась внучкой начальнику Николаевской академии Генерального штаба (1898—1901), генералу от кавалерии Николаю Николаевичу Сухотину (1847—1918) и правнучкой герою Крымской войны генерал-лейтенанту Николаю Николаевичу Сухотину (1816—1879) По материнской линии актриса состояла в дальнем родстве со Львом Толстым. У Любови дома хранилось произведение Толстого «Кавказский пленник», которое было подписано и подарено маленькой Орловой самим писателем.
Заслуженная артистка РСФСР, актриса Е. А. Тяпкина, побывавшая в гостях у Орловой на улице Немировича-Данченко, вспоминала, что «лучшая комната была отдана матери. Любовь Петровна очень любила свою мать. Она была замечательной дочерью. А вся комната матери была завешана портретами и фотографиями Любови Петровны».

### Образование

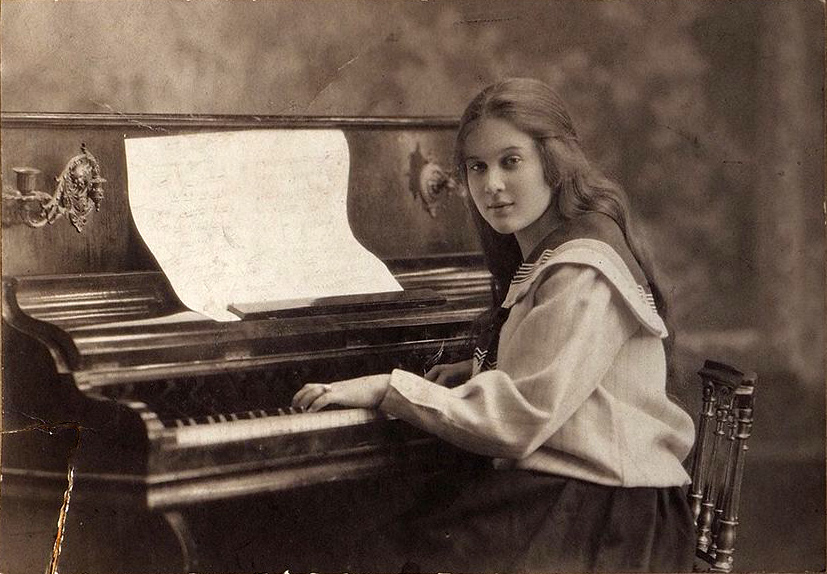
Любовь Орлова в 14-летнем возрасте

В 1919 году Любовь Орлова окончила Московскую среднюю школу. В 1919—1922 годах училась в Московской консерватории по классу фортепиано у К. А. Киппа. Из-за трудного материального положения и, возможно, также проявившейся формы болезни Меньера с поражением слуха учёба в консерватории не была окончена.
С 1922 по 1925 год училась на хореографическом отделении Московского театрального техникума им. А. В. Луначарского (ныне ГИТИС), параллельно брала уроки актёрского мастерства у педагога Е. С. Телешовой, режиссёра Художественного театра.

### Начало трудовой деятельности
В 1920—1926 годах работала преподавателем музыки и тапёром в кинотеатрах Москвы «Унион» (позднее — кинотеатр Повторного фильма), «Арс», «Великий Немой», «Орфеум» и выступала с концертными номерами перед киносеансами в кинотеатре «Арс».
В 1926 году вышла замуж за А. Г. Берзина, заместителя начальника административно-финансового управления Народного комиссариата земледелия.
После окончания Московского театрального техникума, с 1926 по 1933 год — хористка, затем — актриса Музыкального театра им. народного артиста Республики В. И. Немировича-Данченко (ныне — Московский академический музыкальный театр им. К. С. Станиславского и В. И. Немировича-Данченко).
В 1930 году её муж был арестован по делу Трудовой крестьянской партии. В 1931 году был сослан в Казахстан.
Как артистка хора и кордебалета была занята, в основном, в эпизодических ролях. Даже в этих ролях её музыкальный и драматический талант многим[кому?] бросался в глаза. Но она, будучи вполне обеспеченной, не мешала другим строить карьеру. Только после того, как материальное положение её катастрофически ухудшилось из-за ареста мужа, она стала искать возможность профессионального развития. В 1932 году роль Периколы в одноимённой оперетте Ж. Оффенбаха вывела её из состава хора и сделала солисткой.

### После встречи с Александровым

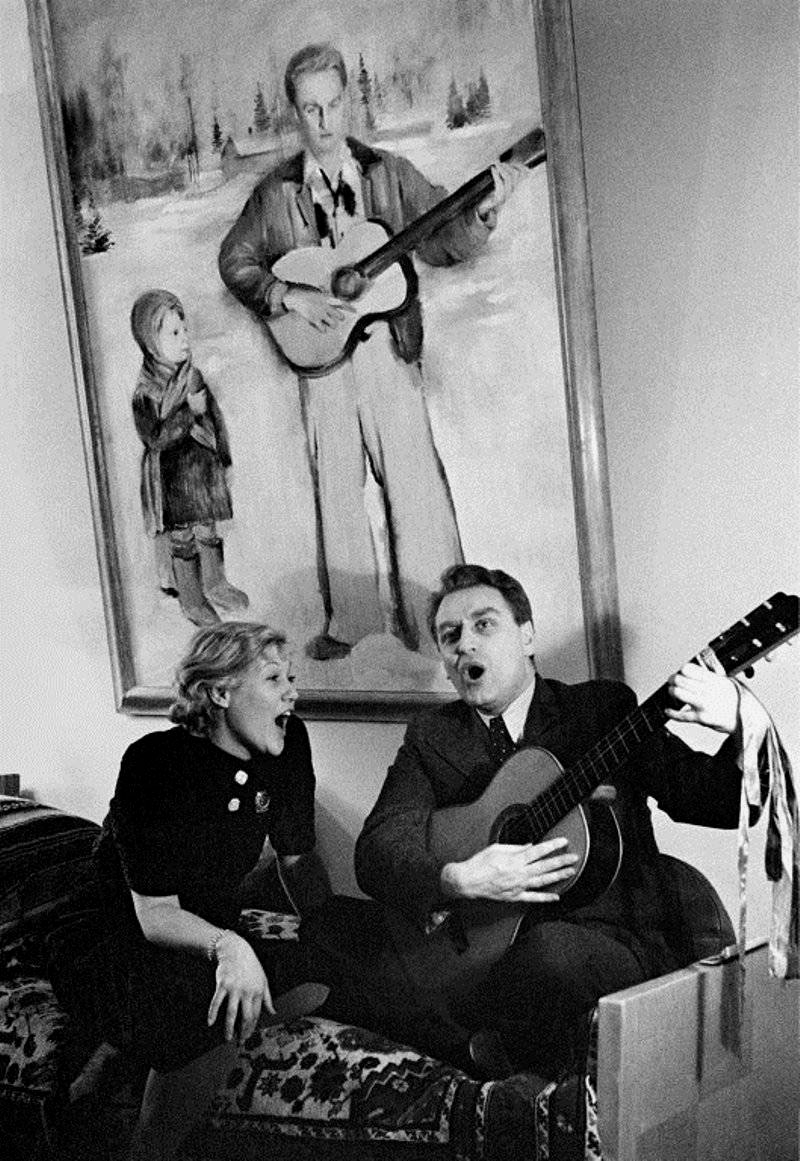
Любовь Орлова и Григорий Александров, 1937 год

В 1933 году художник П. Вильямс посоветовал режиссёру Г. В. Александрову сходить в Музыкальный театр В. И. Немировича-Данченко, где в спектакле «Перикола» играла 31-летняя Любовь Орлова. Режиссёр последовал совету, посетил спектакль и был очарован не только талантом актрисы, но и её внешностью. В тот же день они познакомились. Сомнений в том, кто будет играть роль Анюты в его новом фильме, у режиссёра после этого не осталось.
Типаж актрисы — человек нового времени, энергичный, оптимистичный, обаятельный, весело и настойчиво шагающий в светлое настоящее и будущее.
Театровед и критик В. Вульф писал:

… Александров слепил её именно по образцу Марлен Дитрих. Скажем, в «Веселых ребятах» у неё был знаменитый цилиндр — и только в конце 1960-х годов стало ясно, что это тот самый цилиндр, в каком выступала Марлен Дитрих в «Голубом ангеле». В «Цирке» Орлова снимает свой чёрный парик и остается блондинкой — у неё половина головы чёрная, а половина платиновая, — это тоже кадр из фильма Марлен. Но советский зритель не знал, кто такая Марлен Дитрих. Очень узкий круг людей, в том числе людей искусства, видели западные фильмы, когда их для избранных показывали в Управлении кинематографии в Гнездниковском переулке.

Игра Орловой отличается реалистической простотой, жизнерадостностью, лирической непосредственностью, умелым использованием таких средств выразительности, как сатирический гротеск, музыкальная буффонада и пр.
Актриса профессионально пела (лирико-колоратурное сопрано), играла на фортепиано, танцевала, исполняла акробатические трюки.
Новая сторона дарования Орловой раскрылась в фильме «Цирк» (1936), где она создала драматический образ американской цирковой актрисы Марион Диксон, тонко передав психологию героини. В одном из номеров журнала «Советский экран» за 1960 год читаем: «В роли Марион Любовь Орлова поднимается до подлинной трагедийности, необычайно тонко раскрывая душу женщины, наполненную вначале страхом и страданием, а затем надеждой и радостью».
После «Цирка» следующей значимой работой Г. Александрова стала музыкальная кинокомедия «Волга-Волга», где Орлова сыграла письмоносицу (почтальона) по прозвищу «Стрелка». Чтобы вжиться в образ своей героини, она прочитала множество статей, посвящённых сельским почтальонам, со многими из них вела переписку и сама несколько раз ходила с почтовой сумкой по квартирам. В апрельском номере газеты «Правда» за 1938 год автор статьи «Хороший смех» Д. Заславский пишет, что Орловой «удаётся создать полный обаяния образ простой и милой девушки».
8 октября 1940 года на экран вышла комедия «Светлый путь», рассказывающая о жизни рядовой советской девушки Тани Морозовой, которая проходит путь от домработницы до передовой ткачихи. Героини Орловой, ткачиха Таня Морозова и письмоносица Дуня — Стрелка из кинофильма «Волга-Волга» — были как бы родными сёстрами домработницы Анюты из «Весёлых ребят», «но лишь сёстрами, а не двойниками. В каждой из этих ролей артистка нашла и донесла до зрителя характерные, индивидуальные черты своих героинь».
В кино в основном Любовь Петровна предпочитала сниматься у своего мужа. Однако несколько раз актриса снялась у других режиссёров. Так, например, Орлова снялась в трёх кинокартинах Григория Рошаля («Петербургская ночь», «Дело Артамоновых» и «Мусоргский»), снятых в 1934, 1941 и 1950 годах соответственно, а также в кинокомедии Бориса Юрцева «Любовь Алёны» (1934, фильм не сохранился) и в детективе Александра Мачерета «Ошибка инженера Кочина» (1939).
В 1934—1945 годах — актриса киностудии «Мосфильм», в 1945—1949 — Театр-студия киноактёра (ныне Государственный театр киноактёра), параллельно певица «Гастрольбюро».

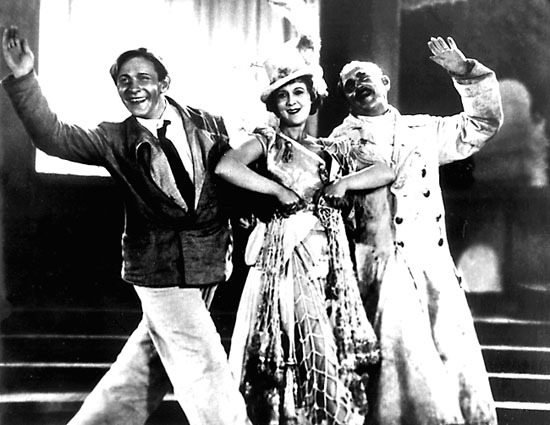
Любовь Орлова в фильме «Весёлые ребята», 1934 год
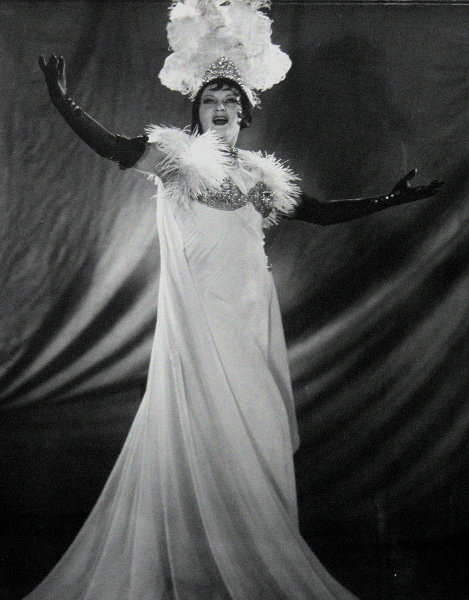
Любовь Орлова в роли Марион Диксон в фильме «Цирк» (1936)
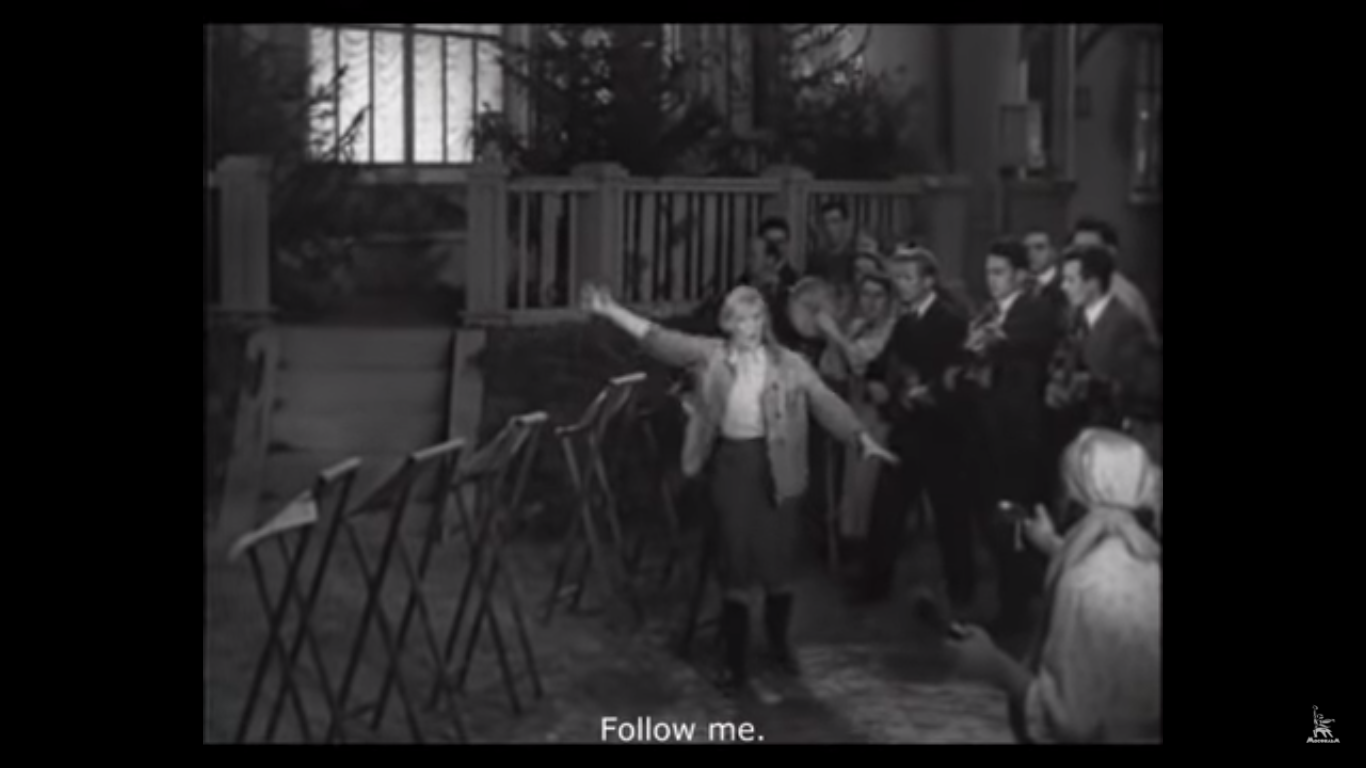
Любовь Орлова в роли Стрелки кричит «За мной!» в фильме «Волга-Волга». Несмотря на слухи, любимый фильм Сталина не повлиял на памятник «Родина-мать»[18][нет в источнике]

### Во время Великой Отечественной войны
Когда началась Великая Отечественная война, Орлова с Александровым находились в Риге. По воспоминаниям находившейся там же Заслуженной артистки РСФСР актрисы Е. А. Тяпкиной, те приехали в латвийскую столицу туристами. Тяпкина вспоминала: «Я уговорила их возвратиться в Москву. Когда мы приехали на вокзал, нас окружили москвичи, ленинградцы, которые тоже хотели уехать, но не могли достать билетов… Помню, среди них были артисты Ленинградской филармонии. Любовь Петровна ходила к начальнику вокзала, и ей он не мог отказать… И снова понадобился билет, и снова… Любовь Петровна захватила с собой большую корзину с продовольствием и всё раздала по дороге…».
В первые месяцы войны киноэкраны были отданы документальным короткометражным фильмам о зверствах нацистов на оккупированных территориях, целью которых было «пробуждение патриотизма, воспитание ненависти к врагу, внушение уверенности в победе». Стали выпускаться агитационные киноальманахи, так называемые «Боевые киносборники». 9 сентября 1941 года на экраны вышел Четвёртый Боевой киносборник, состоящий из киноновелл, объединённых конферансом Любови Орловой в роли письмоносицы Стрелки из кинокартины «Волга-Волга».
На восток страны, в Среднюю Азию и Казахскую ССР, был эвакуирован ряд киностудий. На базе алма-атинской студии была организована Центральная объединённая киностудия художественных фильмов (ЦОКС). По воспоминаниям директора ЦОКС М. В. Тихонова, Орлова и Александров приехали из Москвы в Алма-Ату примерно в октябре, но Александров «в пути сильно заболел радикулитом. В условиях алма-атинского высокогорного климата ему становилось всё хуже и хуже. С большим трудом мне удалось его госпитализировать — в совнаркомовскую больницу. Там врачам никак не удавалось побороть болезнь, и они посоветовали отправить Александрова в местность с нормальным атмосферным давлением. Большаков дал распоряжение откомандировать его на Бакинскую киностудию. Пришлось мне через начальника железной дороги Турксиб — генерала путей сообщения М. И. Брехунца, с которым я подружился, достать отдельный вагон, чтобы в нём отправить Александрова и Орлову в сопровождении опытного директора картины А. М. Эйдуса без пересадки из Алма-Аты в Красноводск, там дождаться представителя Бакинской киностудии для сопровождения их на пароходе до Баку».
В Баку, в 1943 году, Григорием Александровым был снят фильм «Одна семья», где Орлова сыграла Катю Андриевскую, члена русской семьи, приветливо встретившей фронтовика-азербайджанца. Сюжет самой картины составляют рассказы, которыми обмениваются герои. Фильм, лишь однажды показанный публично (16 октября 1943 года, Дом кино), в прокат выпущен не был: по мнению цензуры, фильм слабо освещал борьбу советского народа с фашистскими оккупантами.
Во время войны актриса выступала с концертами перед советскими солдатами практически на всех фронтах: под Минском и Киевом, Орлом и Белгородом, Харьковом и Курском.

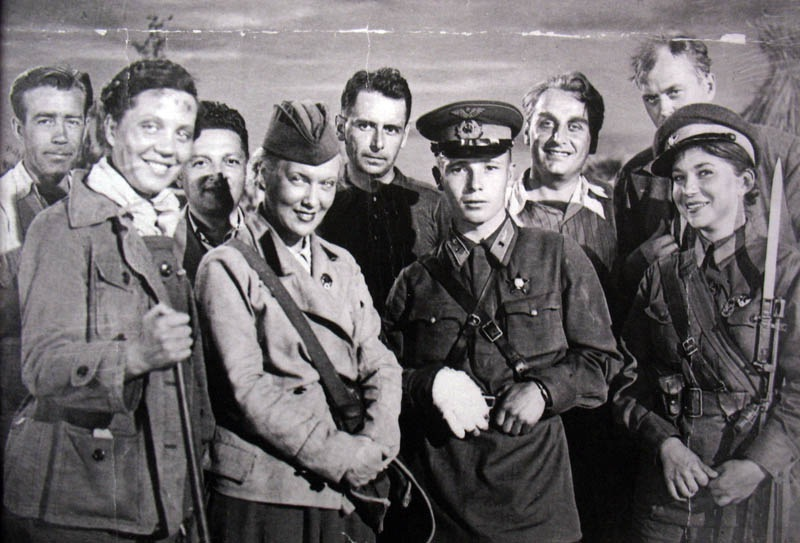
Григорий Александров, Любовь Орлова и Виктор Талалихин на съёмках «Боевого киносборника № 4», август 1941 года
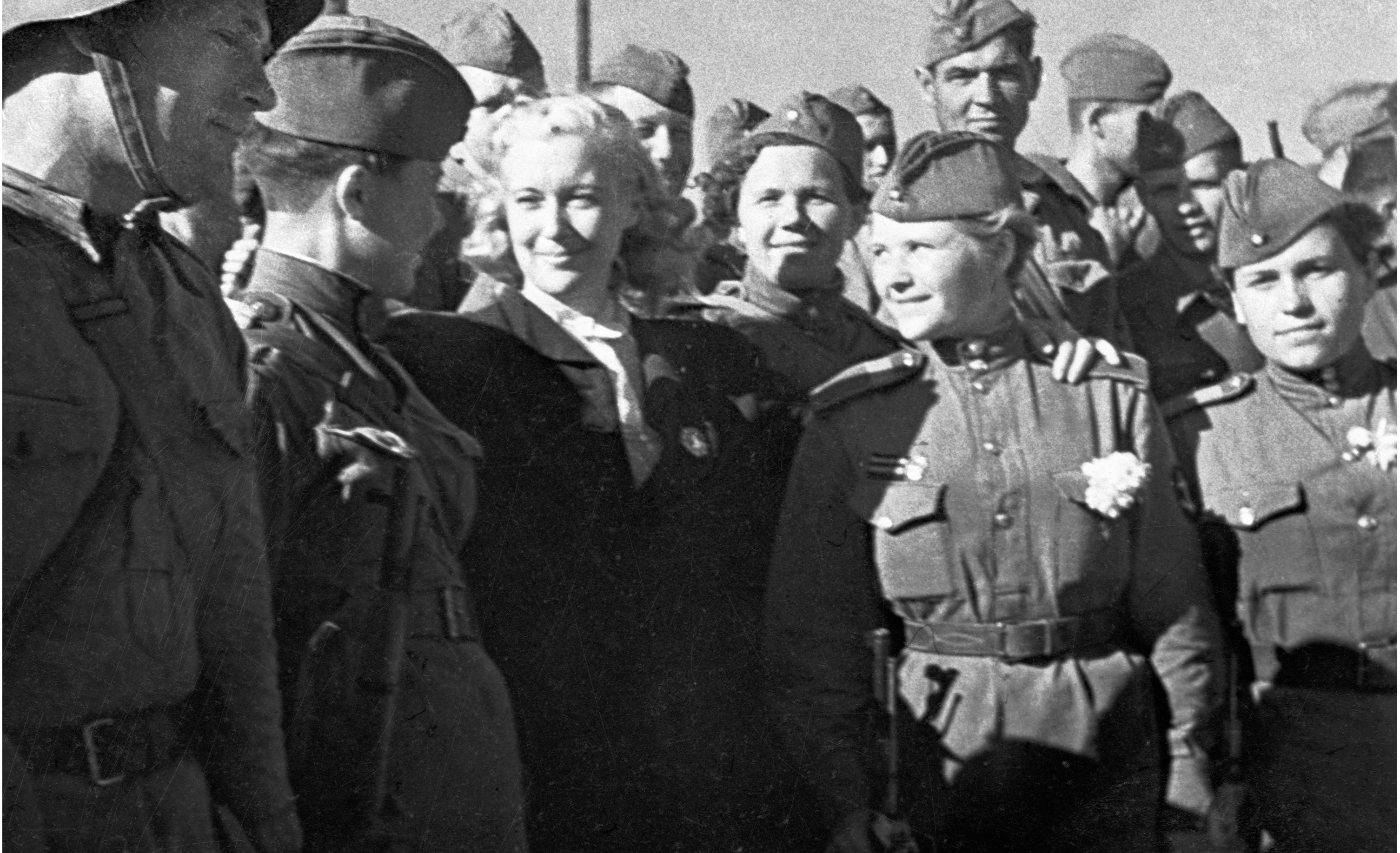
Любовь Орлова провожает советских солдат на фронт со станции Баладжары Азербайджанской ССР. 1 апреля 1943 года
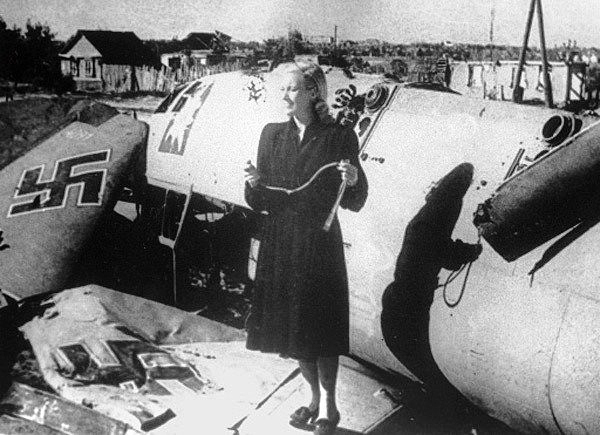
Любовь Орлова на импровизационный сцене — крыле сбитого фашистского самолета
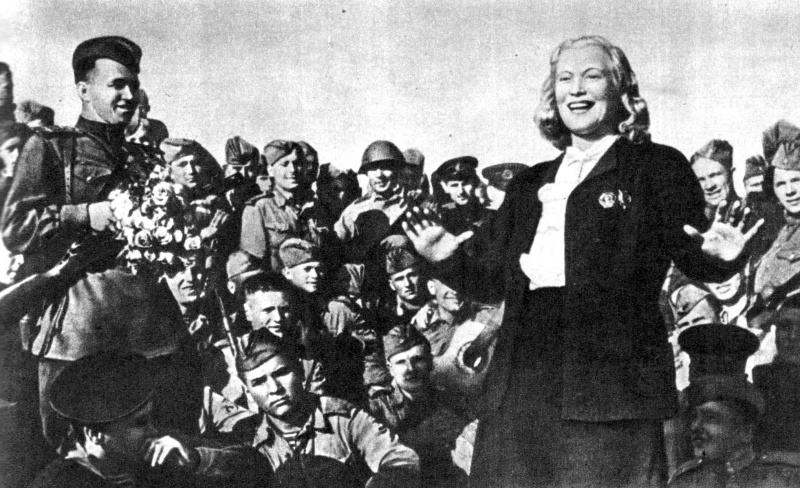
Любовь Орлова выступает перед солдатами на фронте, 1944 год

### Последующие годы
В 1949—1955 годах работала по договорам.
1 октября 1952 года на экран вышла очередная кинокартина Г. Александрова «Композитор Глинка», ставшая вторым биографическим фильмом о композиторе (перед этим был фильм «Глинка» Л. О. Арнштама). В этом кинофильме Орлова сыграла сестру композитора Людмилу Ивановну. Народный артист СССР, лауреат Сталинской премии Ю. Завадский на странице газеты «Вечерняя Москва» отзывался так: «Сдержанно, просто, искренне играет роль Людмилы Ивановны, сестры Глинки, Любовь Орлова. В её исполнении — это верный друг великого композитора, её самоотверженная забота о брате трогательна и заслуживает глубокого уважения». Кинокритик и киновед, доктор искусствоведения Р. Н. Юренев писал следующее:
Л. Орлова ещё раз доказала широту своего артистического диапазона, создав образ сестры Глинки Людмилы Ивановны, доброго ангела-хранителя, верного друга композитора. Роль её бедна, невыигрышна из-за отсутствия действенных сцен (Людмила Ивановна только слушает, сочувствует, соучаствует), а также из-за однообразия чувств (беспокойство, усталость, грусть). Однако Орлова играет искренне, тонко. Сообщая Глинке, что его жена занемогла, актриса выражает сложное чувство: здесь и осуждение пустой и глупой женщины, и боязнь огорчить брата, и жалость к нему. Сильно, твёрдо звучат её слова: «Уехал царь, уехали и придворные», несмотря на мягкость интонации, на желание утешить. И восторг перед гением брата и боязнь за его будущее звучат в её восклицании после репетиции хора «Славься». Хорошо почувствовав и передав облик передовой русской женщины середины XIX века, Орлова создала образ, с которым в фильм пришла женственная теплота, обаяние бескорыстной любви, преданности, дружбы.
Начиная с 1955 года — актриса Театра имени Моссовета. Согласно воспоминаниям Евгения Стеблова, «Любовь Петровну Орлову в Московском академическом театре имени Моссовета все ласково за глаза называли Любочкой. Потому что скромнее и добрее человека в театре не было».
В 1974 году снят последний фильм с участием актрисы «Скворец и Лира», который не был выпущен в прокат.
Член Союза кинематографистов СССР.
Скончалась 26 января 1975 года на 73-м году жизни в Москве от рака поджелудочной железы.

Могила на Новодевичьем кладбище

Похоронена на Новодевичьем кладбище (участок № 3).
В 2014 году адвокат А. Добровинский купил дачу во Внукове, ранее принадлежавшую Орловой и Александрову, а также личный архив актрисы и режиссёра.

## Личная жизнь
- Первый муж (1926—1930) — Андрей Гаспарович Берзин (1893—1951), заместитель начальника административно-финансового управления Наркомата земледелия. В 1930 году был арестован по делу Трудовой крестьянской партии и в 1931 году был сослан в Казахстан, где работал экономистом-плановиком в «Союзпромкорме». В 1938 году повторно арестован и заключён в трудовой лагерь. В ссылке пробыл до окончания войны, после чего вернулся в Москву. Умер в 1951 году от рака в Латвии, где жил у родственников[31]. О судьбе мужа после его ареста актриса ничего не знала и, уже будучи женой Г. Александрова, просила И. Сталина узнать о его судьбе и помочь ему.
- Гражданский муж (1932—1933) — Франц, австрийский импресарио.
- Второй муж (1933—1975) — Григорий Александров (1903—1983), кинорежиссёр, сценарист, педагог. Герой Социалистического Труда (1973), народный артист СССР (1948), лауреат двух Сталинских премий I степени (1941, 1950).

Детей не было.

## Творчество

### Роли в кино
| Год  |     | Название               | Роль                                                    |
| ---- | --- | ---------------------- | ------------------------------------------------------- |
| 1934 | ф   | Петербургская ночь     | Грушенька                                               |
| 1934 | ф   | Любовь Алёны           | миссис Эллен Гетвуд, жена американского инженера        |
| 1934 | ф   | Весёлые ребята         | Анюта                                                   |
| 1936 | ф   | Цирк                   | Марион Диксон                                           |
| 1937 | кор | Наш цирк               | Марион Диксон                                           |
| 1938 | ф   | Волга-Волга            | письмоносица Дуня Петрова («Стрелка»)                   |
| 1939 | ф   | Ошибка инженера Кочина | Ксения Лебедева, сотрудница авиационного института      |
| 1940 | ф   | Светлый путь           | Таня Морозова («Золушка»)                               |
| 1941 | ф   | Боевой киносборник № 4 | письмоносица Дуня Петрова («Стрелка»), ведущая сборника |
| 1941 | ф   | Дело Артамоновых       | танцовщица Паула Менотти                                |
| 1943 | ф   | Одна семья             | Катя                                                    |
| 1943 | док | Каспийцы               | Имя персонажа не указано                                |
| 1947 | ф   | Весна                  | актриса Вера Шатрова / учёный Ирина Никитина            |
| 1949 | ф   | Встреча на Эльбе       | Джанет Шервуд, журналистка                              |
| 1950 | ф   | Мусоргский             | Юлия Фёдоровна Платонова, певица, прима Мариинки        |
| 1952 | ф   | Композитор Глинка      | Людмила Ивановна, сестра композитора                    |
| 1960 | ф   | Русский сувенир        | Варвара Комарова (мисс Барбара)                         |
| 1963 | док | Мелодии Дунаевского    | Имя персонажа не указано                                |
| 1974 | ф   | Скворец и Лира         | Людмила Грекова («Лира»)                                |

### Роли в театре

#### Музыкальный театр им. Немировича-Данченко
- «Перикола» Ж. Оффенбаха — Перикола
- «Дочь мадам Анго» Ш. Лекока — Герсилья
- «Корневильские колокола» Р. Планкета — Серполетта
- 1927 — «Соломенная шляпка» Э. Лабиша и Марк-Мишеля, режиссёр: Л. В. Баратов — Жоржета[32]

#### Театр имени Моссовета
- 1947 — «Русский вопрос» К. М. Симонова — Джесси
- 1953 — «Сомов и другие» М. Горького — Лидия
- 1955 — «Лиззи Мак-Кей» по пьесе Ж.-П. Сартра «Добродетельная шлюха», режиссёр: И. Анисимова-Вульф — Лиззи
- 1958 — «Нора» Г. Ибсена — Нора
- 1963 — «Милый лжец» Дж. Килти — Патрик Кэмпбэлл
- 1972 — «Странная миссис Сэвидж» Дж. Патрика, режиссёр: Л. В. Варпаховский — Этель Сэвидж (ввод)

## Киновоплощения
- 2006 — Сталин. Live (телесериал). В роли Орловой — Екатерина Галахова
- 2006 — Утёсов. Песня длиною в жизнь (телесериал). В роли Любови Орловой — Людмила Смородина
- 2015 — Орлова и Александров (телесериал). В роли Любови Орловой — Олеся Судзиловская
- 2023 — Раневская (телесериал). В роли Орловой — Ирина Гринёва

## Награды и звания
Государственные награды:
Почётные звания и премии:
- Заслуженная артистка РСФСР (1935)

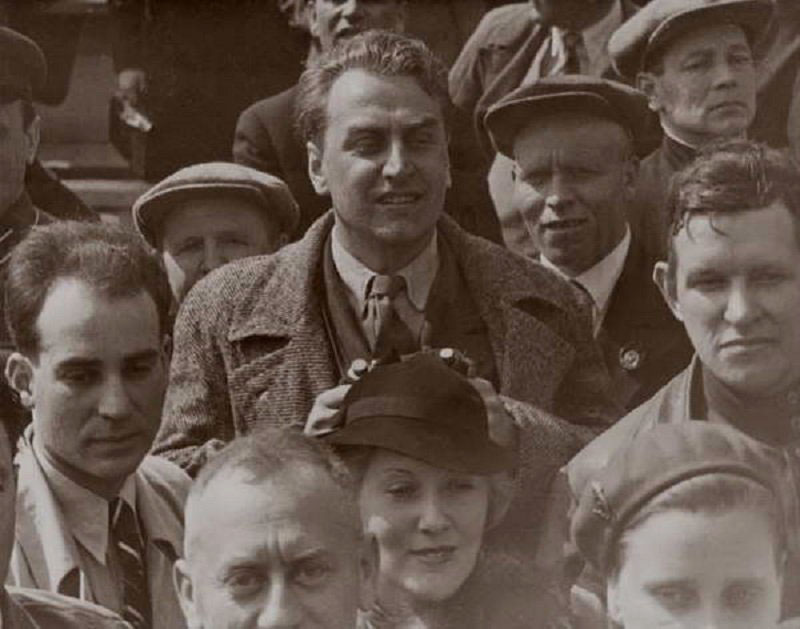
Заслуженная артистка РСФСР Любовь Орлова и заслуженный деятель искусств РСФСР Григорий Александров на Красной площади, 7 ноября 1935 года

- Сталинская премия первой степени (1941) — за исполнение роли Марион Диксон в фильме «Цирк» (1936) и роли Стрелки в фильме «Волга-Волга» (1938)
- Народная артистка РСФСР (5.11.1947)
- Народная артистка СССР (6.03.1950)
- Сталинская премия первой степени (1950) — за исполнение роли американской журналистки Джаннетт Шервуд в фильме «Встреча на Эльбе» (1949)

Ордена и медали:
- орден Ленина (1.02.1939)
- Два ордена Трудового Красного Знамени

1. 01.04.1938 — за исполнение роли Мэри в кинокартине «Цирк»
2. 04.11.1967

- Медаль «За оборону Кавказа» (1944)
- Медаль «За доблестный труд в Великой Отечественной войне 1941—1945 гг.» (1945)
- Медаль «В память 800-летия Москвы» (1947)
- Медаль «За доблестный труд. В ознаменование 100-летия со дня рождения Владимира Ильича Ленина» (1970)
- Медаль «За освоение целинных земель» ([источник не указан 1583 дня])

Другие награды и общественное признание:
- Юбилейный значок «XX лет советской кинематографии» (1940)
- VIII Венецианский кинофестиваль (1947, специальный приз фестиваля за лучшую женскую роль (в фильме «Весна») (разделила с И. Бергман).
- IV Международный кинофестиваль в Марианске-Лазне (1949, премия Мира за фильм «Встреча на Эльбе»)
- Почётная грамота Советского комитета защиты мира (1960)[33].

## Память
- В Звенигороде, на родине артистки, открыт Культурный центр имени Любови Орловой, около которого установлен памятник.
- 30 января 1979 года в Москве, на доме, где в 1966—1975 годы жила актриса (Большая Бронная улица, дом 29), установлена мемориальная доска (скульптор Ю. Чернов, архитектор И. Шадрин)[34].
- В 1976 году на верфи в Югославии было спущено на воду круизное судно, названное «Любовь Орлова».
- В её честь в 1985 году назван кратер «Орлова» на Венере.
- В 1988 году именем актрисы был назван астероид 3108 Lyubov, открытый в 1972 году в обсерватории в Бахчисарайском районе Крыма.
- В 1989 году композитор и певец И. Николаев написал и исполнил песню «Бенгальские огни» (другое название — «Любовь Орлова»). Эту песню он посвятил памяти актрисы. Авторы слов — Игорь Николаев и Игорь Кохановский.
- В 1997 году в честь Любови Орловой были названы разновидности фиалки и флокса.
- В 2001 году в честь актрисы была выпущена почтовая марка России.

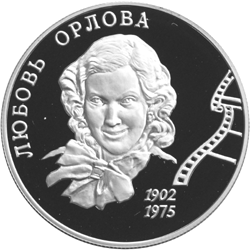
Памятная монета Банка России, посвящённая 100-летию со дня рождения Л. П. Орловой. 2 рубля, серебро, 2002 год
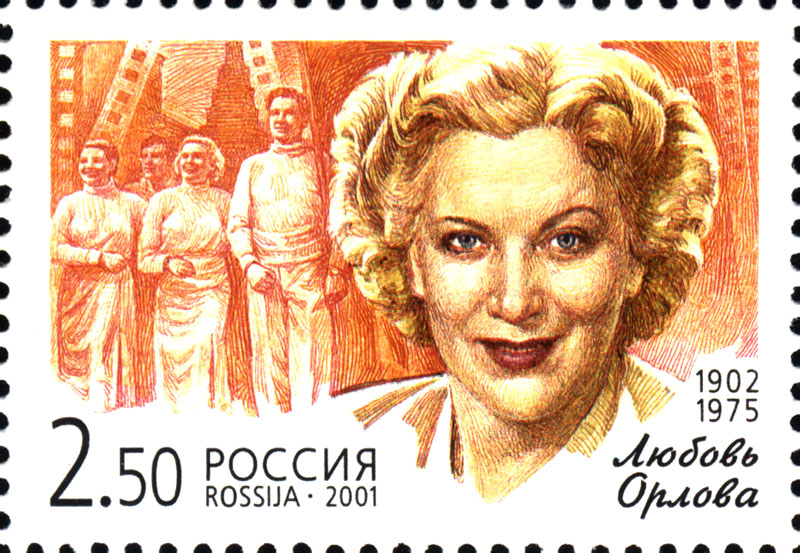
Почтовая марка России, 2001 год
Памятник на Новодевичьем кладбище
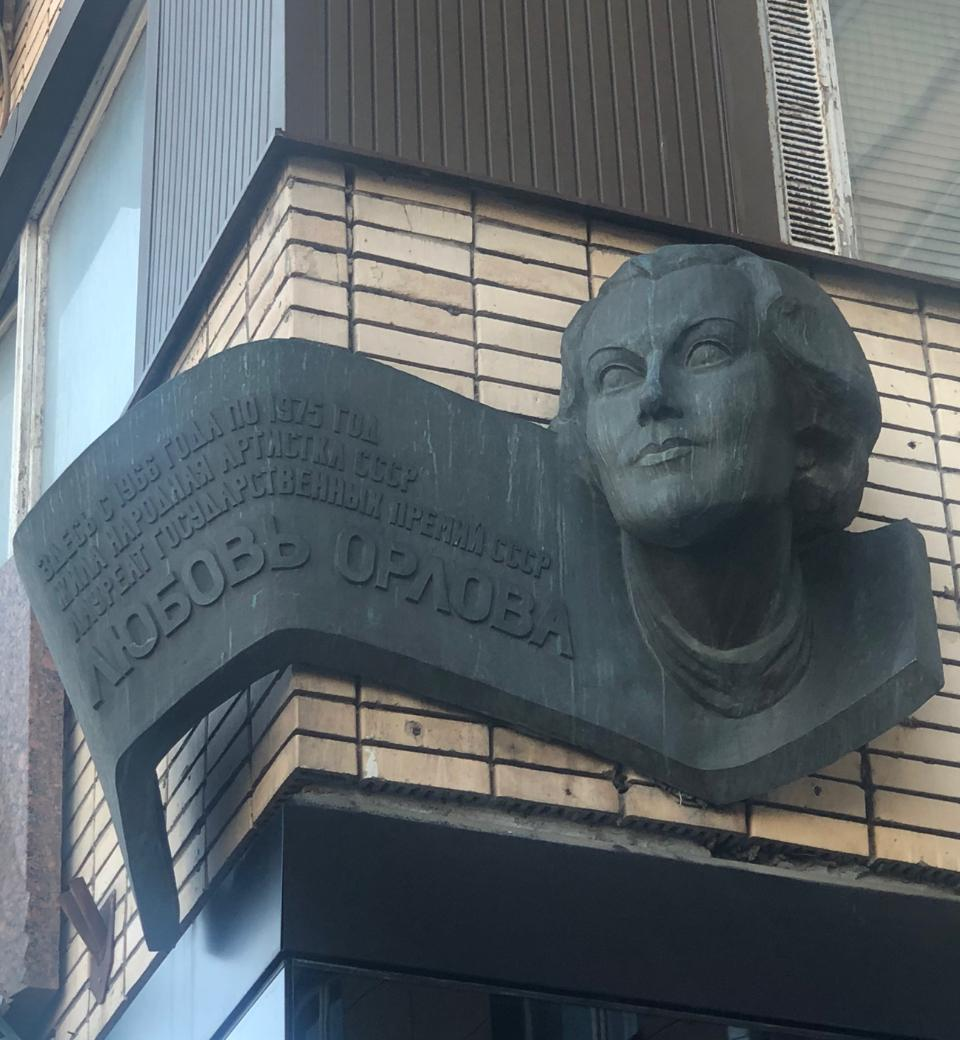
Мемориальная доска на доме, в котором жила Орлова. Москва, улица Большая Бронная

Документальные фильмы и телепередачи:
- 1969 — Любовь Орлова. Телепередача о творчестве
- 1983 — Любовь Орлова (документальный)
- 1996 — В поисках утраченного. Любовь Орлова
- 1996 — Любовь Орлова (документальный)[35]
- 2002 — Воплощённое счастье. Любовь Орлова
- 2003 — Больше, чем любовь. Григорий Александров и Любовь Орлова (документальный)
- 2005 — Три любви Любови Орловой
- 2006 — Любовь Орлова, Григорий Александров (из цикла передач телеканала «ДТВ» «Как уходили кумиры») (документальный)
- 2007 — Сказка о Золушке или Фемина Совьетика (документальный)
- 2007 — Три персонажа в поисках роли
- 2009 — Великие комбинаторы (документальный)
- 2015 — «Любовь Орлова. „Шипы и розы“» (документальный)[36][37]
- 2016 — «Любовь Орлова. „Двуликая и великая“» (документальный)[38]
- 2017 — «Любовь Орлова. „Последний день“» (телепередача)[39]
- 2017 — «Загадки века. „Орлова и Александров. За кулисами семьи“» (телепередача)[40]
- 2018 — «Тайная жизнь Любови Орловой» (телепередача)[41]
- 2020 — Больше, чем любовь. Любовь Орлова и Григорий Александров (документальный)[42]